# XI Batallón de Fortaleza de la Luftwaffe
El XI Batallón de Fortaleza de la Luftwaffe (XI. Luftwaffen-Festungs-Bataillon) fue una unidad de la Luftwaffe durante la Segunda Guerra Mundial.

## Historia
Fue formado en septiembre de 1944 a partir del 1211.º Batallón de Campaña de la Luftwaffe. Para la formación se recurrió a personal de la 1ª Escuela de Transmisiones Aéreas en Nordhausen, 2ª Escuela de Transmisiones Aéreas en Königgrätz, 3ª Escuela de Transmisiones Aéreas en Múnich y 4ª Escuela de Transmisiones Aéreas en Halle (Sajonia-Anhalt). Entró en acción en Jülich con el Grupo de Combate Klinger (272.ª División de Infantería). El 16 de septiembre de 1944 el batallón llegó a la Prüm, y el 27 de septiembre de 1944 pasó a depender de la 2.ª División Panzer SS Das Reich. El 28 de octubre de 1944, el batallón fue absorbido por la 49.ª División de Infantería para su reformación. El 30 de octubre de 1944 se trasladó a Vettweiss destinado a la 91.ª División de Infantería. A principios de noviembre de 1944, el batallón llegó a Simonskall, sufriendo grandes pérdidas entre el 9 y 11 de noviembre de 1944. Por último, el batallón se integró en la 89.ª División de Infantería
| Unidad       | Correo Postal |
| Plana Mayor  | 61157 A       |
| 1.ª Compañía | 61157 B       |
| 2.ª Compañía | 61157 C       |
| 3.ª Compañía | 61157 D       |